# الروضة (بانياس)
الروضة بلدة وناحية إدارية سورية في جنوب منطقة بانياس التابعة لمحافظة طرطوس. بلغ عدد سكان الناحية 12,088 حسب تعداد عام 2004.
تقع بلدة الروضة على الساحل وتبعد 15 كم جنوب مدينة بانياس و20 كم شمال طرطوس.